# Violka olysalá
Violka olysalá (Viola epipsila) je vytrvalá bylina z čeledi violkovité (Violaceae). Listy jsou jednoduché, na bázi srdčité, na vrcholu špičaté až tupé, čepele listů jsou široce vejčité až okrouhle vejčité, na okraji jemně vroubkované až trochu pilovitá. Lodyha se nevytváří, listy jsou pouze v přízemní růžici a jsou většinou jen 2 (na rozdíl od violky bahenní, která jich má nejčastěji 2-6). Na květní stopce jsou 2 listénce, umístěné v horní třetině délky květní stopky (podobná violka bahenní je má v polovině květní stopky nebo ještě níže). Květy jsou nevonné. Přívěsky kališních lístků jsou krátké a zaokrouhlené. Korunní lístky jsou nejčastěji bledě fialové, někdy s bělavým nádechem, ostruha je krátká a celkem silná, také světle fialová. Čnělka je na vrcholu terčovitě rozšířená. Kvete od května do června. Plodem je tobolka.
Obrázky viz zde 

## Rozšíření ve světě
Roste hlavně v severní Evropě, na jih souvisle po Dánsko, severní Německo a Polsko, na západ od Dánska v Evropě zcela chybí. Dále na jih jsou jen ojedinělé lokality, kde je (nebo častěji byla, neboť mnohé už zanikly) glaciálním reliktem. Viola epipsila subsp. epipsila sahá na východ až po střední Sibiř, dále pak roste Viola epipsila subsp. repens, která sahá svým výskytem až do severozápadní části Severní Ameriky. Mapka rozšíření zde 

## Rozšíření v Česku
V ČR v současnosti už neroste a není jisté, jestli v historické době vůbec rostla. Je herbářově doložena od Leskovce nad Moravicí u Bruntálu z 19. století. Není však jisté, zda herbářové položky nepocházejí z Polska a nebyla k nim připsána špatná lokalita. Dnes s jistotou v severním Polsku. Historický výskyt na sousedním Slovensku je jistý, zbyla zde však poslední lokalita: . Jedná se stejně jako v případě violky bahenní o druh rašelinišť.